# Route B4 (Namibie)
La route nationale B4 est une route nationale de Namibie. Elle traverse la région de ǁKaras, au sud-ouest, dans un axe est-ouest sur 334 kilomètres, reliant Keetmanshoop  à Lüderitz, sur la côte.

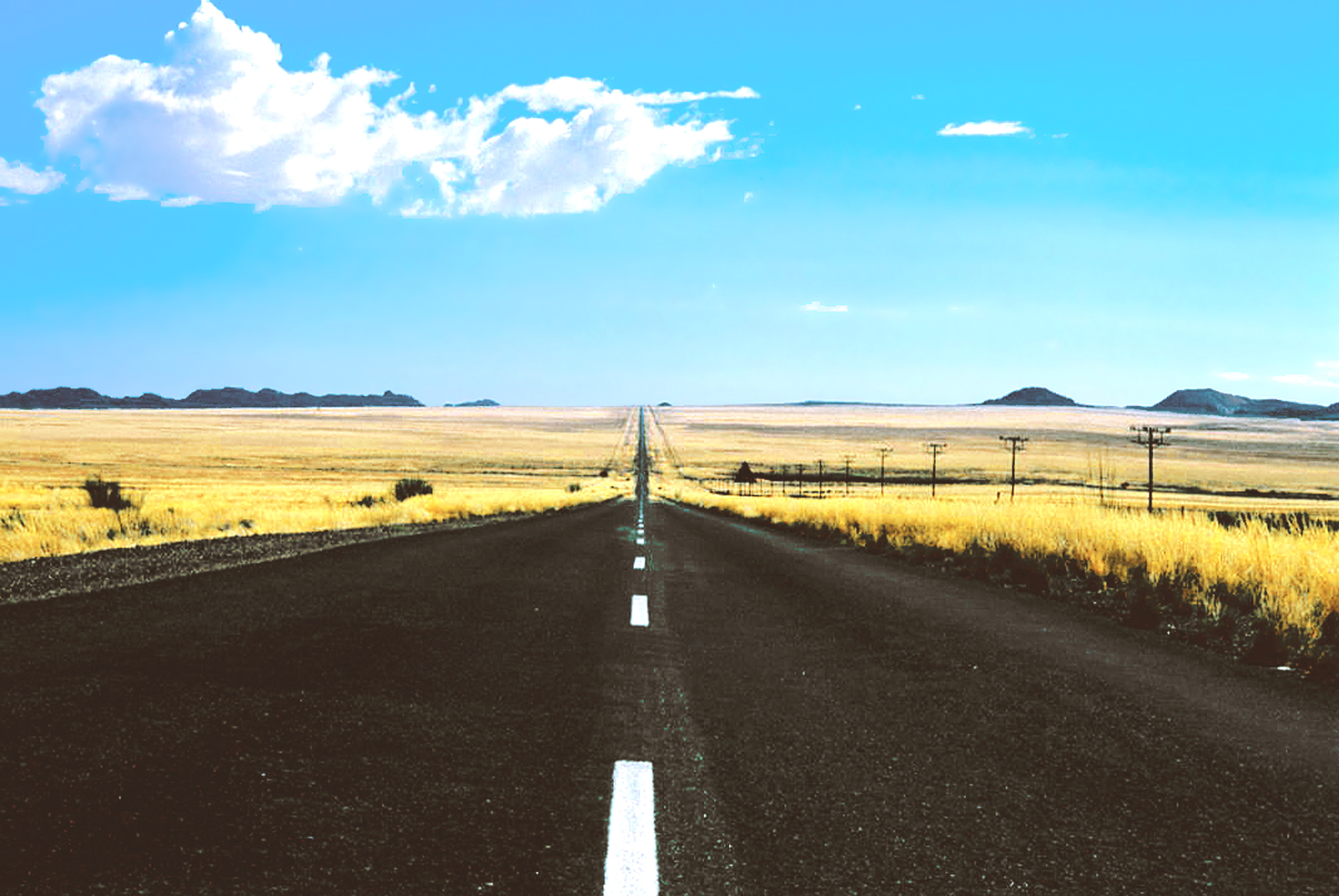
La route B4 entre Aus et Lüderitz.

La B4 traverse le parc national de Sperrgebiet, une ancienne zone interdite dédiée à l'extraction de diamants le long de la côte atlantique, entre Aus et Lüderitz , qui comprend plusieurs villages fantômes, dont Kolmanskop est le plus connu. Les voyageurs ne peuvent quitter la route qu'aux endroits délimités. Elle constitue également la frontière sud du parc national du Namib-Naukluft.